# Quadrangle de Derain
Le quadrangle de Derain (H-10) est l'un des quinze quadrangles de Mercure. 

## Présentation
Le quadrangle recouvre la zone de Mercure s'étendant de 288° à 360° de longitude et de -22° à 22° de latitude. 
Nommé d'après le cratère Derain, il a pu être cartographié en détail pour la première fois grâce à la sonde MESSENGER, en orbite autour de la planète à partir de 2011. Il n'avait jusqu'alors jamais été cartographié précisément car c'était l'un des six quadrangles à n'être pas éclairé lors des passages de Mariner 10 en 1974 et 1975. C'est pourquoi il est également connu par son nom de formation d'albédo, Pieria, utilisé auparavant.